# Weyerburg (Villa)

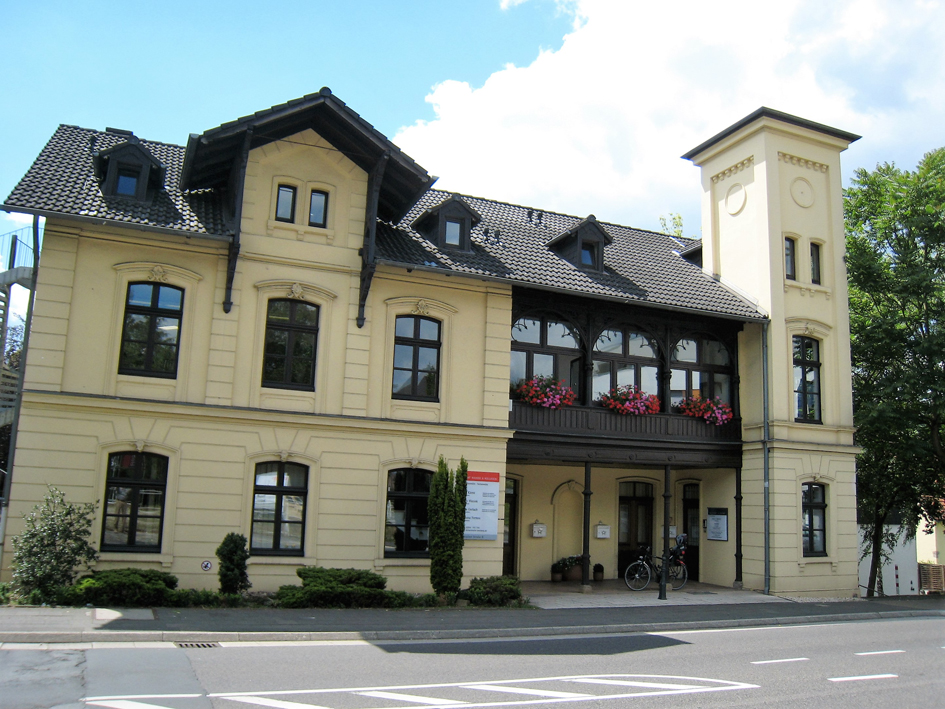
Die Weyerburg in Bensberg

Die Weyerburg ist ein Baudenkmal im Stadtteil Bensberg von Bergisch Gladbach im Rheinisch-Bergischen Kreis. Sie steht an der Overather Straße 8.

## Geschichte
Die Weyerburg wurde in der Mitte des 19. Jahrhunderts um 1850 gebaut. Als Erbauer gilt der Ritter Stucker von Weyer, dessen Vorfahren vom Weyerhof gleich nebenan stammten, wie zum Beispiel Ferdinand Stucker. Seit den 1860er Jahren wohnten die Eheleute Carl Thomas und Emilie Schmitz in dem Gebäude. Emilie Schmitz ist als großzügige Spenderin in der Bensberger Heimatgeschichte verbrieft. In ihrem Testament setzte sie die Gemeinde Bensberg als Universalerbin ein, die das Vermögen für wohltätige Zwecke einsetzen sollte.

## Baudenkmal
Seit 1982 ist das Villengebäude mit der umgebenden Parkanlage unter Nr. 12 in der Liste der Baudenkmäler in Bergisch Gladbach eingetragen.